# Ludwig Lewisohn
Pour les articles homonymes, voir Lewisohn.
Ludwig Lewisohn, né le 30 mai 1882 à Berlin et mort le 31 décembre 1955 à Miami Beach, est un critique, journaliste, traducteur et romancier américain.

## Biographie
Les parents de Ludwig Lewisohn, Jacques Lewisohn et Minna Eloesser, bourgeois juifs berlinois largement assimilés, émigrèrent en 1890 aux Etats-Unis, en Caroline du Sud. L’enfant fut tout d’abord éduqué à la maison par sa mère qui l’envoya toutefois aussi, dans un but d’intégration linguistique et sociale, à l’école du dimanche méthodiste dont il adopta tout naturellement la religion. Mais lorsque, après une brillante scolarité et un premier diplôme supérieur obtenu dans sa ville de Charleston, il fut admis (sans bourse) à l’Université Columbia (1902-1903), sa thèse fut refusée et on lui conseilla de renoncer à son projet de carrière universitaire, une personne « de naissance juive » n’ayant pratiquement aucune chance d’obtenir une chaire de littérature. Ce choc eut pour effet son retour à l’identité juive et son adhésion à la cause sioniste.
Après avoir été chargé d’enseignement d’allemand à l’Université du Wisconsin en 1910 puis à l’Université d’État de l’Ohio de 1911 à 1917, il devient critique dramatique puis co-rédacteur en chef de l’hebdomadaire progressiste The Nation jusqu’en 1924. Il va ensuite résider en Europe, notamment à Paris, jusqu’en 1934.
Il assume en 1943 la rédaction en chef du magazine sioniste The New Palestine et devient en 1948 l’un des fondateurs de l’Université Brandeis, première université financée par la communauté juive aux États-Unis, où il occupera une chaire de littérature comparée jusqu’à sa mort.
Il a écrit plus de quarante livres et traduit en anglais des auteurs allemands de premier plan dont Gerhart Hauptmann, Jakob Wassermann, Franz Werfel, Soma Morgenstern, Martin Buber. 
Sa vie privée fut assez compliquée, avec tout d’abord une relation amoureuse avec le poète George Sylvester Viereck, puis trois mariages et un enfant d’une compagne qu’il ne put épouser, la cantatrice Thelma Spear. 

### Le destin de Mr Crump
Son chef-d'œuvre et troisième roman, Le Destin de Mr. Crump, écrit en 1926, met en scène un jeune musicien dont la vie de couple se transforme peu à peu en un insoutenable enfer. Violent réquisitoire contre l'hypocrisie des conventions sociales, ce roman sulfureux, encensé par Freud, est refusé aux États-Unis, mais il paraît en France en 1931 dans une édition préfacée par Thomas Mann. Il ne sera publié outre-Atlantique, dans une version expurgée, qu'en 1947.   

### Crime passionnel
Crime passionnel sort en France en 1932 aux éditions Denoël, dans une traduction co-signée Antonin Artaud et Bernard Steele. L'ouvrage paraît en 1930 aux États-Unis sous le titre The memories of Stephen Escott, puis connaît une édition définitive en 1948 sous le titre The Vehement Flame.

### Autres œuvres (choix)
- The Broken Snare (1908)
- A Night in Alexandria (1909)
- German Style, An Introduction to the Study of German Prose (1910)
- The Modern Drama (New York, 1914)
- Up Stream (1922)
- The Case of Mr. Crump (1926), traduit Le cas de Monsieur Crump (réédition Le Rocher, 1948 ; réédition Buchet-Chastel , 1975, réédité sous le titre Le destin de Mr. Crump (traduit de l'anglais par R. Stanley), Phébus, 1996
- The Island Within (1928), Israël ou vas-tu ? (traduit de l'anglais par Régis Michaud), Grévin, 1931
- The Vehement Flame : The Story of Stephen Escott (1930),  Crime passionnel (traduit de l'anglais par Antonin Artaud et Bernard Steele), Phébus, 1997
- Expression in America (1931), Psychologie de la littérature américaine (traduit de l'anglais par Maxime Piha), Rieder, 1934
- The Last Days of Shylock (1931), 	Les Derniers jours jours de Shylock (traduit de l'anglais, avec une introduction, par Maxime Piha), Rieder, 1932
- Rebirth, A Book of Modern Jewish Thought (New York, 1935)
- Trumpet of Jubilee (1937)